# Australisk smådopping
Australisk smådopping (Tachybaptus novaehollandiae) är en fågel i familjen doppingar inom ordningen doppingfåglar. Den förekommer från Java i Indonesien till Melanesien, Australien och Nya Zeeland

## Utseende
Australisk smådopping är jämnstor med smådoppingen (T. ruficollis) och i stort lik denna med brunaktig kropp, mörkt huvud med inslag av rödbrunt och gul mungipa. Australisk smådopping skiljer sig dock genom gult huvud, ordentliga vita vingband som syns i flykten samt att den endast är rödbrun på sidan av huvudet. Utanför häckningstid har den mörkbrun hjässa och ljusgrå huvudsida och hals. Den mycket lika australiska arten gråhuvad dopping (Poliocephalus poliocephalus) är gråare, hjässan når längre ner och ögat är mörkt.

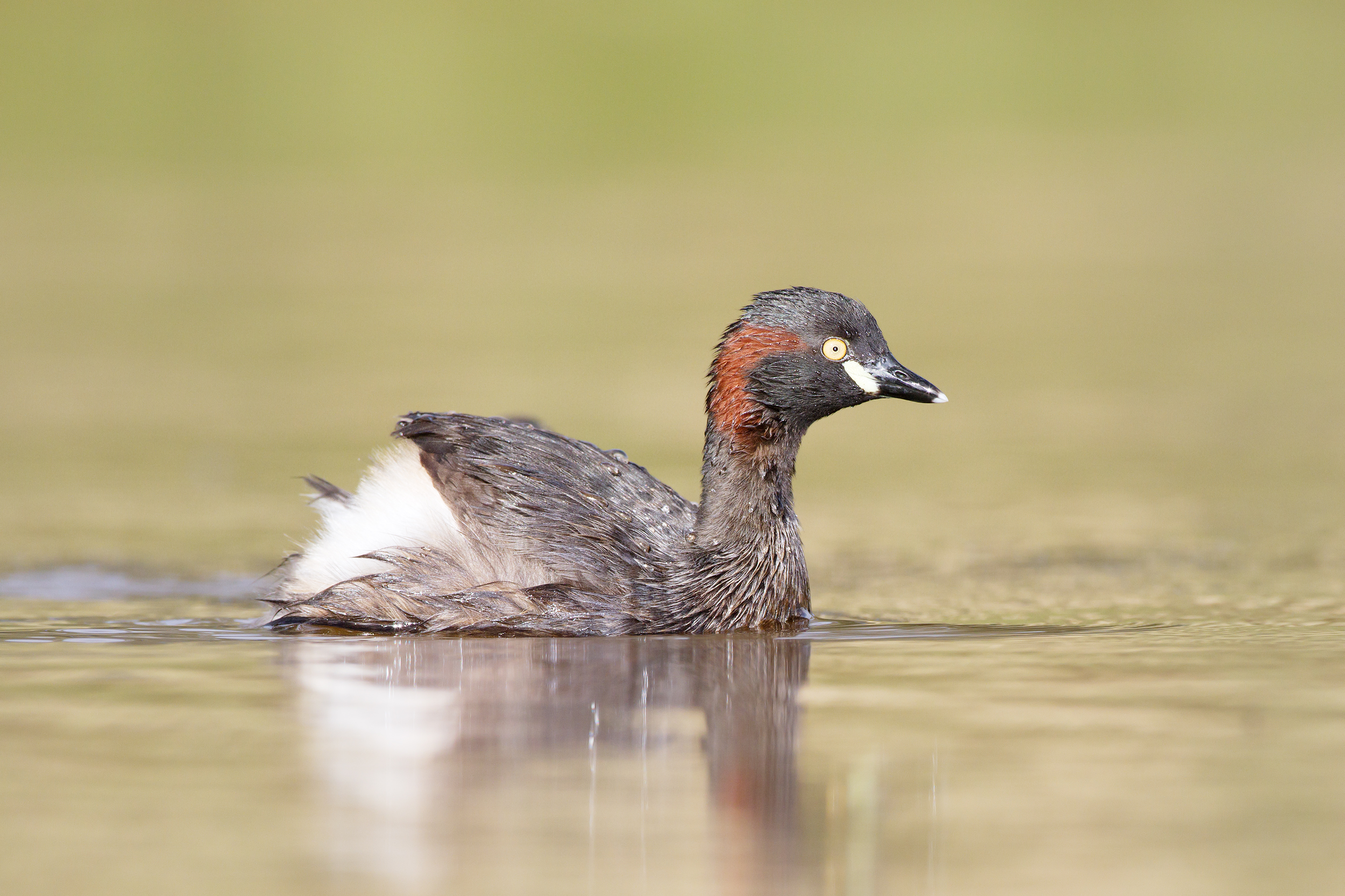
I häckningsdräkt.
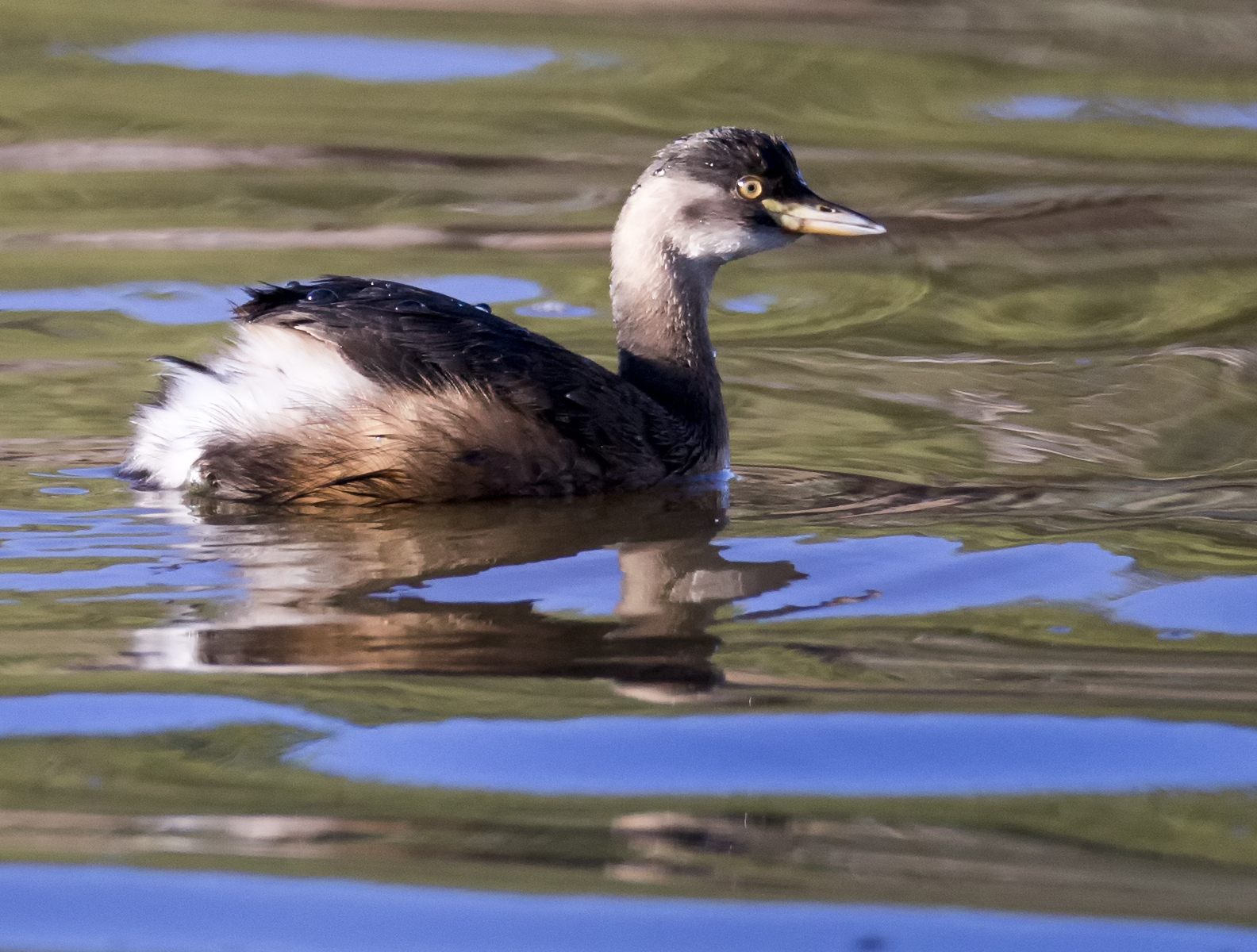
I vinterdräkt.

## Utbredning och systematik

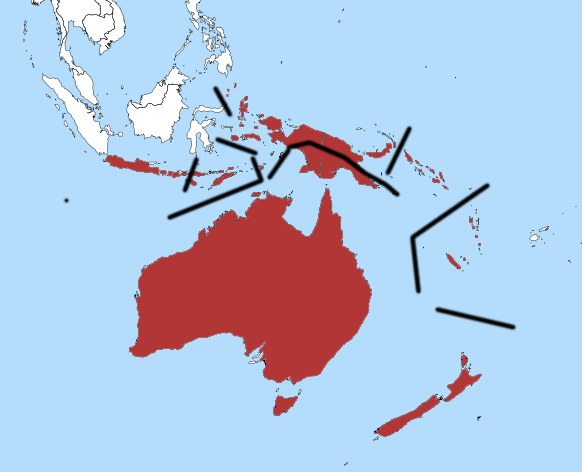
Fågelns utbredning med gränser mellan underarter markerade.

Australisk smådopping delas in i sju underarter med följande utbredning:
- Tachybaptus novaehollandiae novaehollandiae– Timor och södra Nya Guinea till Australien, Tasmanien och Nya Zeeland
- Tachybaptus novaehollandiae leucosternos – Vanuatu och Nya Kaledonien
- Tachybaptus novaehollandiae renellianus – Rennell i Salomonöarna
- Tachybaptus novaehollandiae javanicus – Java
- Tachybaptus novaehollandiae fumosus – Sangihe och Talaudöarna, utanför nordöstra Sulawesi
- Tachybaptus novaehollandiae incola – norra Nya Guinea

Australisk smådopping har tidigare behandlats som underart till smådoppingen, men deras utbredningsområden överlappar på norra Nya Guinea utan hybridisering.

## Levnadssätt
Australisk smådopping är en vanlig fågel i färskvattensdammar och sjöar, dock endast sällsynt i saltvatten. Den lägger tre till sju ägg som från början är vita men som färgas av boet till att bli nästan svarta.

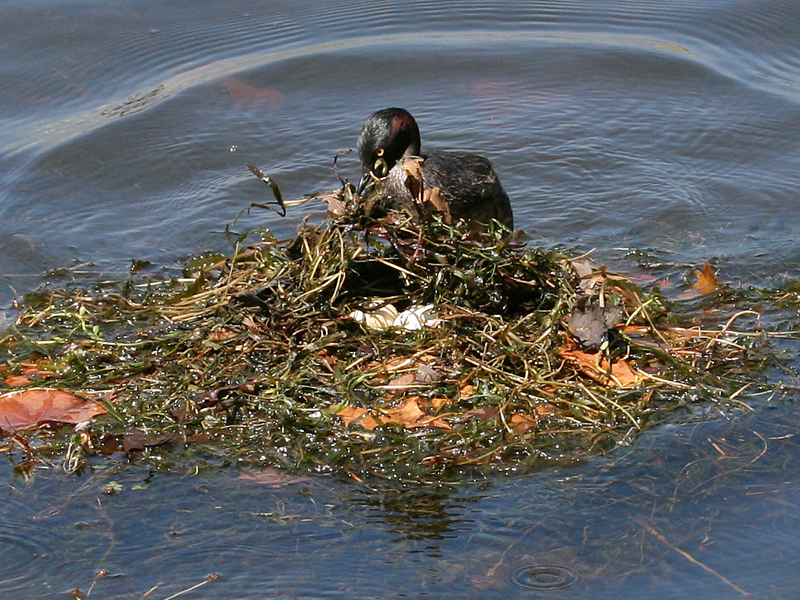
Häckande
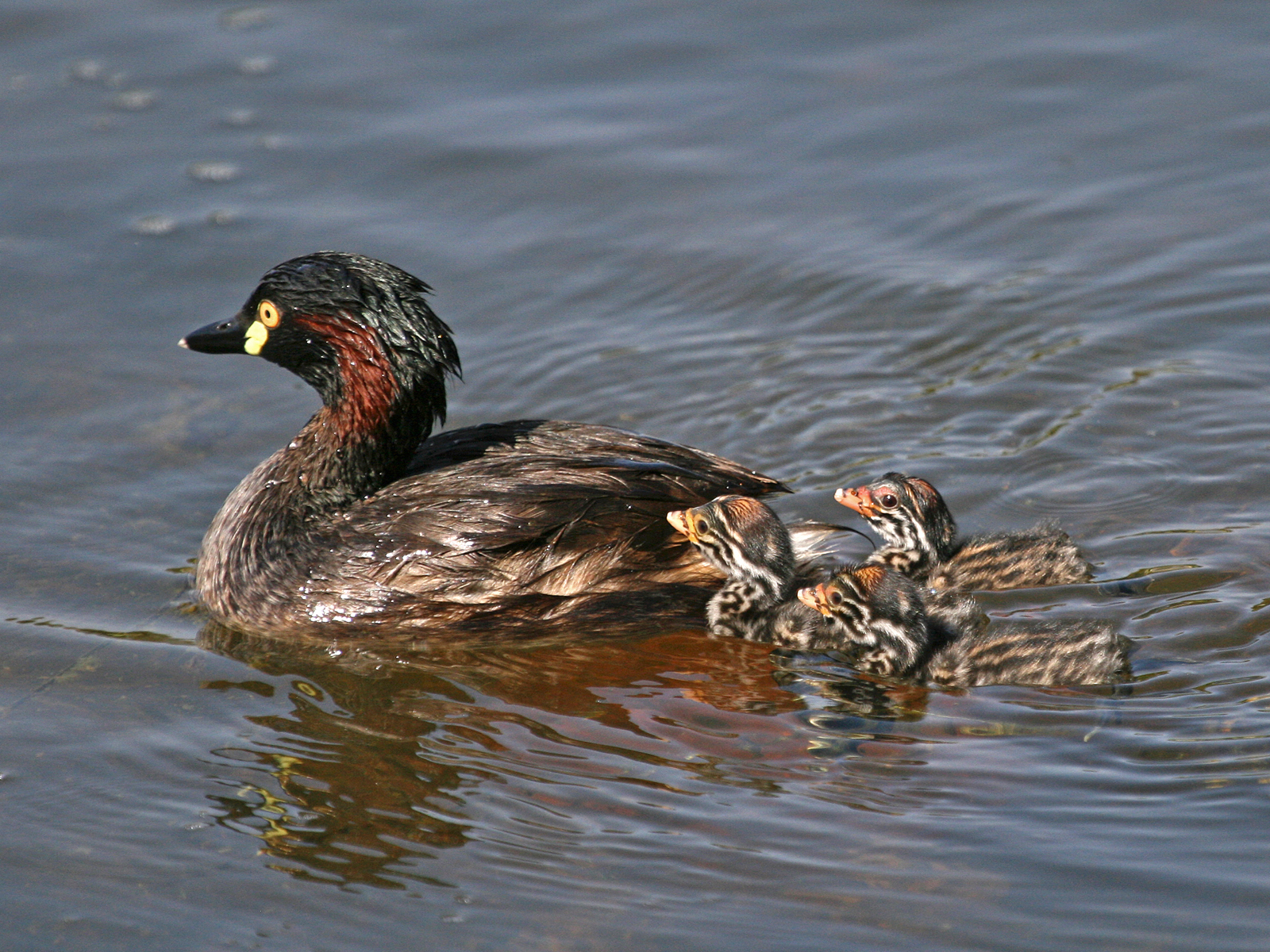
Med dunungar
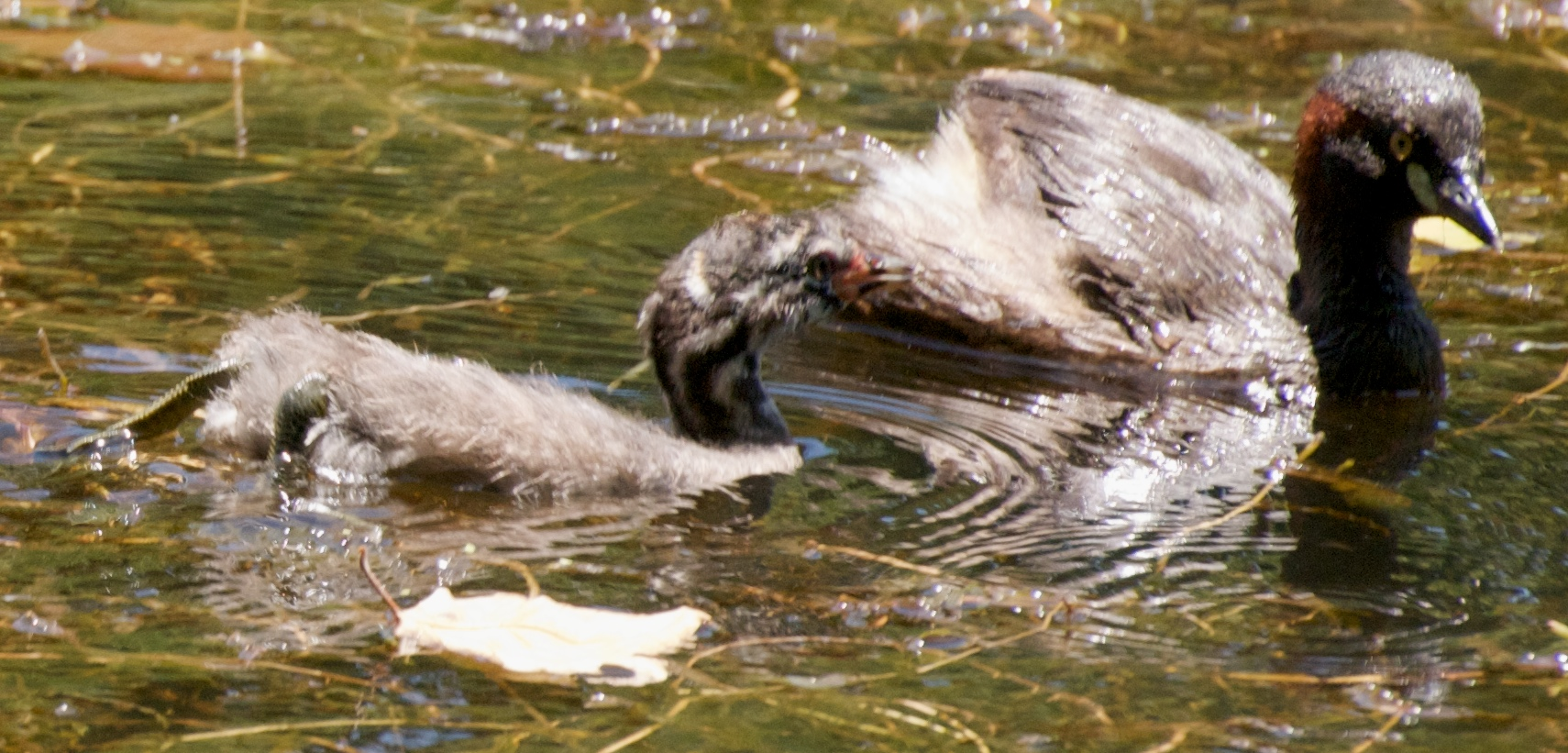
Med juvenil

## Status
Arten har ett stort utbredningsområde och internationella naturvårdsunionen IUCN kategoriserar arten som livskraftig. Beståndsutvecklingen är dock oklar.